# Јелена Остапенко
Јелена Остапенко (лет. Jeļena Ostapenko; Рига, 8. јун 1997), такође позната и као Алона Остапенко (лет. Aļona Ostapenko), је летонска тенисерка.  Највећи успех у каријери јој је освајање Отвореног првенства Француске 2017. у појединачној конкуренцији. Освојила је два WTA турнира у појединачној конкуренцији. Најбољи пласман у појединачној конкуренцији јој је 5. место, остварен 19. марта 2018, док је у игри парова најбољи пласман остварила 24. јуна 2019. године, 31. место.

## Професионална каријера
Професионално се бави тенисом од 2012. године.
Током каријере освојила је седам ITF титула у појединачној и осам у конкуренцији парова. Поред тога, освојила је и јуниорску титулу у појединачној конкуренцији на Вимблдону 2014. године. Остапенко је позната по изузетно снажним ударцима и офанзивном стилу игре, као и настојању да погађа линије терена.
Највећи успех у каријери, освајање титуле у појединачној конкуренцији на Ролан Гаросу остварила је 2017. године. Тиме је постала прва тенисерка из Летоније која је освојила неки гренд слем турнир, као и прва особа из Летоније која је освојила неки гренд слем турнир у појединачној конкуренцији. Она је најмлађа тенисерка од 1997. која је победила на Отвореном првенству Француске, и прва тенисерка од Барбаре Џордан и Отвореног првенства Аустралије 1979. која је први WTA трофеј у каријери освојила на неком гренд слем турниру. Такође, Остапенко је и прва освајачица Отвореног првенства Француске а да није сврстана међу носиоце од 1933, и најлошије рангирана (47. место) тенисерка од 1975, када је уведено компјутерско рангирање, победница неког гренд слем турнира. У финалу је победила Симону Халеп из Румуније са 2:1. Тренирају је њена мајка, Јелена Јаковљева, и шпанска тенисерка Анабел Медина Гаригес.
Наступа за Летонију у Фед купу Поред летонског, говори руски и енглески језик.

## Финала гренд слем турнира (1)

### Појединачно (1)

#### Победе (1)
| Година | Турнир      | Противница у финалу | Резултат      |
| 2017.  | Ролан Гарос | Симона Халеп        | 4:6, 6:4, 6:3 |

## Учешће на гренд слем турнирима
| Гренд слем                    |     |     |     |      |     |     |        |       |
| Отворено првенство Аустралије | Н   | Н   | 1К  | 3К   | 3К  | 1К  | 0 / 4  | 4–4   |
| Ролан Гарос                   | Н   | КВ  | 1К  | П    | 1К  | 1К  | 1 / 4  | 7—3   |
| Вимблдон                      | Н   | 2К  | 1К  | ЧФ   | ПФ  | 1К  | 0 / 5  | 10—5  |
| Отворено првенство САД        | Н   | 2К  | 1К  | 3К   | 3К  |     | 0 / 4  | 5—4   |
| Поб/Пор                       | 0–0 | 2–2 | 0–4 | 15–3 | 9–4 | 0–3 | 1 / 17 | 26—16 |

## WTA финала

### Појединачно 6 (2—4)
Победе
| Бр. | Датум               | Турнир      | Подлога | Противница у финалу | Резултат         |
| 1.  | 10. јун 2017.       | Ролан Гарос | Шљака   | Симона Халеп        | 4–6, 6–4, 6–3    |
| 2.  | 24. септембар 2017. | Сеул        | Тврда   | Беатрис Хадад Маја  | 6–7(5), 6–1, 6–4 |

Порази
| Бр. | Датум               | Турнир                    | Подлога | Противница у финалу | Резултат      |
| 1.  | 20. септембар 2015. | Квебек                    | Тепих   | Аника Бек           | 2–6, 2–6      |
| 2.  | 27. фебруар 2016.   | Отворено првенство Катара | Тврда   | Карла Суарез Наваро | 6–1, 4–6, 4–6 |
| 3.  | 9. април 2017.      | Чарлстон                  | Шљака   | Дарија Касаткина    | 3–6, 1–6      |
| 4.  | 1. април 2018.      | Мајами                    | Тврда   | Слоун Стивенс       | 6–7(5), 1–6   |